# Спонтанный порядок
Спонтанный порядок, также известный как «самоорганизация», — это спонтанное возникновение порядка из хаоса. Этот процесс происходит в физических, биологических, социальных сетях, и в экономике, тем не менее, термин «самоорганизация» чаще используется для физических и биологических процессов, тогда как «спонтанный порядок» обычно описывает возникновение порядка в социуме из комбинации заинтересованных в личной выгоде индивидуумов, которые ненамеренно пытаются создать порядок через планирование. Эволюция жизни на Земле, язык, кристаллические структуры, Интернет, урбанизация, искусство и экономика свободного рынка — примеры систем, эволюционирующих через спонтанный порядок. Окончательным примером спонтанного порядка является вселенная.
С экономической точки зрения спонтанный порядок — это такая ситуация в рыночной экономике, когда рыночные механизмы и ценовые сигналы толкают рынок к самопроизвольному уровню равновесия, при котором продавцы производят тот товар, и по такой цене, которые готов купить покупатель при данной цене.
С точки зрения Троя Кэмплина, искусство тоже является примером спонтанного порядка. «Не существует никакого специального класса художников — в широком смысле, каждый может стать художником. Таким образом, существует свобода входа и выхода. Более того, аудитория искусств сегодня как никогда велика. Всеобщая грамотность делает художественную литературу и поэзию доступной почти для всех, а радио, телевидение и кино обеспечивает повсеместную и постоянную доступность музыкального и драматического искусства. Несмотря на всё это, чтобы быть признанным в качестве исключительного, произведение искусства должно быть создано художником в соответствии с определёнными правилами, выработанными и вырабатывающимися посредством обратной связи с аудиторией».
Спонтанный порядок не должен быть спутан с организациями. Спонтанный порядок создаёт безмасштабные сети, тогда как организации — иерархические сети. Далее, организации могут быть и часто являются частями спонтанного порядка социума, но обратное неверно. Также, организации создаются и контролируются людьми, спонтанный порядок создаётся, контролируется и контролируем никем.
Спонтанный порядок также используется как синоним для эмерджентного поведения, для которого «эгоистический» спонтанный порядок лишь отдельный случай.